# 엑스박스 원
엑스박스 원(영어: Xbox One)은 마이크로소프트에 의해 2013년 5월 21일부터 정식 발표되었고, 2013년 11월 22일에 발매한 가정용 게임기이며, 엑스박스 가정용 게임기 시리즈의 세 번째 모델이다.
엑스박스 원의 명칭의 유래는 "모든 엔터테인먼트를 이 한(One) 대에 집약하겠다"는 의미에서 왔다.
미국, 유럽 등 21개 국가와 지역에서 2013년 11월에 발매되었다.
가격은 499달러(미국), 499유로(유럽), 429.99파운드(영국)이다.
국내 정식 발매 가격은 49만 8,000원, 59만 8000원(키넥트 포함)이다.

## 개요
엑스박스 원은 엑스박스 360의 차세대 기종으로 2013년 5월 21일에 정식으로 발표되었다. x86-64 계열 CPU를 채용했으며, 메모리는8GB를 탑재했다. 영상 출력은 최대 4K 해상도(4k UHD 3840×2160)의 해상도에 대응한다. 엑스박스 360과의 하위호환은 원래 안되었지만 2015년 E3에서 하위호환을 지원한다고 했다.
와이파이 다이렉트가 채용되어 컨트롤러와의 통신 등에 사용된다. 또한 스카이프에 의한 다수와의 비디오 채팅도 대응한다.
3개의 OS가 준비되어, 게임용 OS와 마이크로소프트 윈도우, 그리고 각각을 교대하기 위한 OS가 가동된다.
게임 소프트는 패키지 판과 다운로드 판이 준비된다. HDD와 클라우드에 보존되기 때문에, 패키지 게임이라도 인스톨・온라인 인증을 해야할 필요가 있으며, 소프트의 양도에 관해서는 퍼블리셔가 허가한 소프트에 한정해, 30일 이상 지난 친구 등록자에게만 가능하다. 1일 1번은 반드시 온라인 인증을 해야 게임을 할 수 있도록 되어있었으나 엄청난 비난을 받자 오프라인에서도 할 수 있도록 방침을 바꾸었다..

## 하드웨어

### 사양
CPU
x86-64 계열의 Custom 1.75 GHz AMD 8-core APU (2 quad-core Jaguar modules) CPU를 채용했다
GPU
GPU에는 AMD의 GCN 아키텍처 베이스를 채용해 12개의 연산 유닛 (합계 768 코어)를 가진다. 이론상으로 한계 성능은 1.23 TFLOPS이다.
메모리
8GB의 DDR3 메모리를 탑재한다. 시스템・그래픽스 공유로 대역폭은 68.3GB/s가 된다. 게임에는 5GB를 사용 가능하다）.
OS
3개의 OS가 준비되어 있으며 게임 용의Xbox OS와 Windows의 커스텀 커널（Custom Kernel, 표준 Windows 애플리케이션과의 호환성은 없다.）과 더불어 이 두가지 OS를 교대하기 위한 OS (하이퍼바이저)가 가동된다.

### 키넥트
엑스박스 원에는 재설계된 키넥트(Kinect)를 표준 탑재하고 있다..
이 키넥트는 카메라의 해상도가 1080p가 되었으며, 이전보다 60% 업된 광각화(広角化)로 6명까지 동시 인식이 가능하다. 또한 적외선 패턴을 인체에 쏘아 적외선 카메라로 촬영하는 기능을 탑재해, 깊이의 인식정도가 향상해 인체의 심박수를 측정할 수 있게 되었다.

## 소프트웨어

### 게임
2014년 9월 23일 국내 공식 발매와 함께 24종의 게임 타이틀이 동시발매되었다.

### 엑스박스 라이브
엑스박스 원 대응의 엑스박스 라이브에서는 세그먼트(segment)마다 다운로드나 백그라운드에서의 갱신, 스냅 기능을 통해 게임과 병행해 각 엔터테인먼트를 동시에 실행한다.
애저 클라우드 컴퓨팅과 일체화되어 30만대의 서버가 준비된다.
Smart Match
다른 조작을 하는 중에 상대를 찾는 멀티 메이킹 시스템.
Game DVR
플레이 내용이 클라우드에 녹화되어 공개 가능
Living Games
AI가 플레이 스타일을 학습해 인간의 대역이 되어줌.
Achievement
확장된 실적 시스템으로 중요한 순간을 녹화.
Xbox SmartGlass
엑스박스 원에는 다수의 디바이스를 동시에 접속.

### DRM
Xbox One의 DRM(디지털 권리 관리)에 대해 반발이 계속되자 발표 당시와 달라졌다.
게임 소프트웨어는 패키지판과 다운로드판이 제공되지만, 발표 당시에는 아래와 같이 추진될 예정이었다.
1. HDD와 클라우드의 라이브러리에 보존하기 때문에 패키지판이라도 인스톨・온라인 인증이 반드시 필요하다[5]
2. 최대 24시간 오프라인 플레이가 가능하며 오프라인 상태로 24시간이 지나면 게임을 기동할 수 없기에 하루에 1번은 반드시 온라인 인증을 해야한다[11].
3. 다른 본체에서 라이브러리에 접속하는 경우 1시간에 1회 인증이 필요하며 10명까지만 가능하다. 가족간 공유도 10인 제한[5].
4. 소프트의 양도는 퍼블리셔가 허가한 소프트에 한해 30일 이상이 지난 친구에게만 가능하다[5].

이와 같았으나 사양 발표 후에 유저나 업계의 불만이 이어지자 6월 19일부로 Xbox One 공식 블로그 Xbox Wire에 사양의 일부를 변경했고 발표했다.
1. 첫 기동시에 시스템 설정을 끝내면 이후 온라인 인증은 불필요하지만 인증을 위해 디스크를 넣어둘 필요가 있다[12].
2. 소프트 양도 인증・중고판매의 제한은 없다[12].
3. 클라우드에서 구입한 라이브러리에는 디스크판은 포함되지 않으며, 10인까지였던 가족 간의 공유도 무효화되었다.

다운로드 판도 엑스박스 360과 같은 구조가 되었으며, 또한 지역 제한도 없어졌다.

### TV 방송
미국에서 ‘케이블 TV 튜너 → TV’와 접속해 있으나 이것을 ‘케이블 TV 튜너 → Xbox one → TV’ 이렇게 접속하면 TV 방송에 관련된 정보 등 오버레이 표시된다. 이것은 NFL의 중계의 경우 정보를 제공하거나 연동 게임을 플레이하는 서비스로 이용가능하게 될 예정이다. 또한 TV의 전원을 켜고 끄는 것에서 케이블 TV의 채널을 바꾸는데까지 모든 조작을 음성으로 가능하다. 채널의 변경 전용 TV 가이드(EPG) 서비스도 이용 가능하다.
Xbox one에는 게임과 스카이프의 다수간의 비디오 챗을 동시에 이용 가능하게 하는 스냅 기능이 있어 이를 이용해 TV 방송과 게임을 동시에 즐길 수 있다.

## 하드웨어 리비전

### 엑스박스 원 S
엑스박스 원 S(Xbox One S)는 500 GB, 1 TB, 스페셜 에디션 2 TB 모델로 판매되며 각각 출시가는 US$299, $349, $399이다. 2 TB 모델은 2016년 8월 2일 출시되었으며 1 TB와 500 GB 모델은 2016년 8월 23일 출시되었다. And a Gears of War 4 special edition was also released. 엑스박스 원 S에는 UHD 블루레이 플레이어가 포함되어 있다.

### 엑스박스 원 X

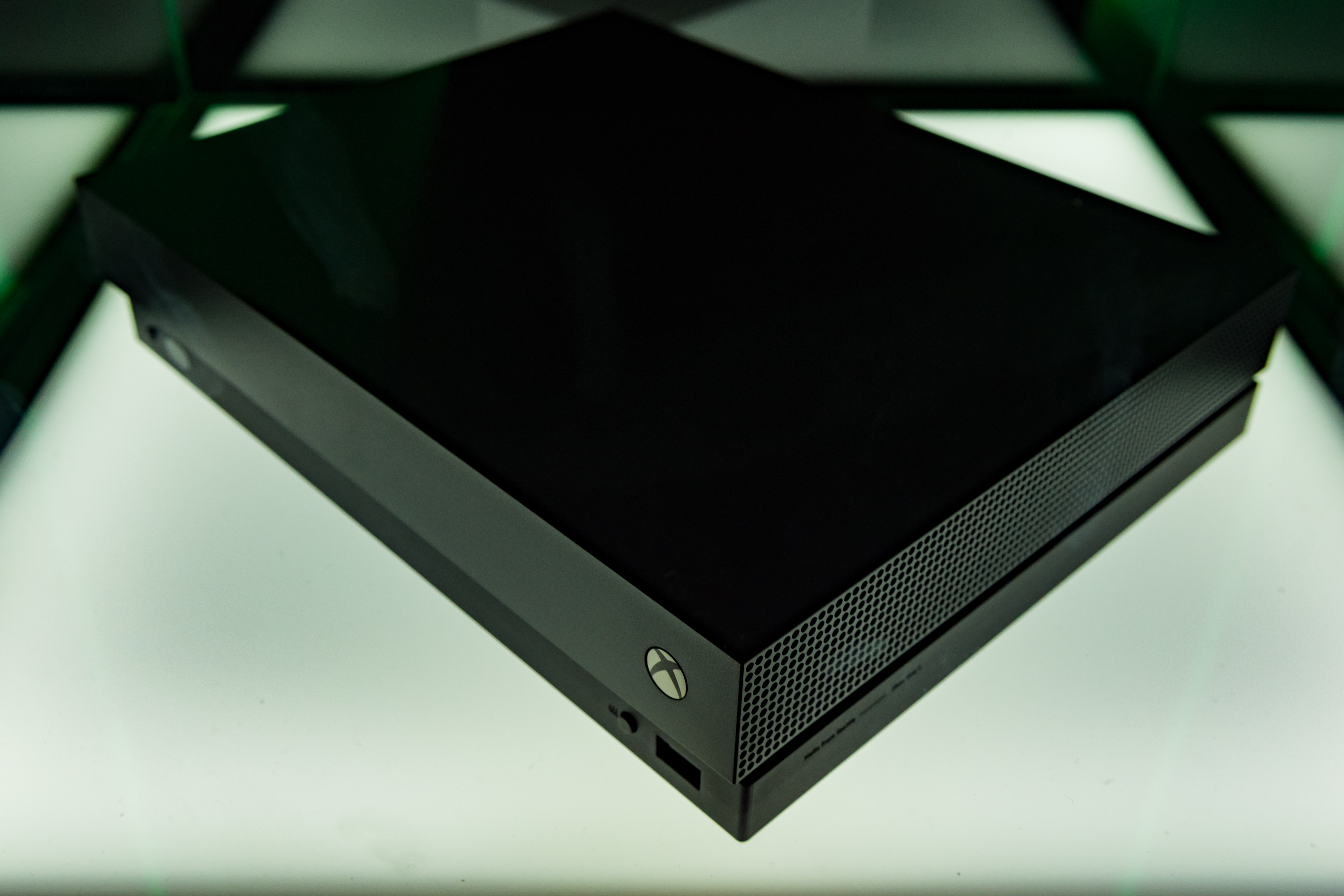
엑스박스 원 X 콘솔.

엑스박스 원 X는 엑스박스 원의 하이엔드 하드웨어 리비전이다. 프로젝트 스콜피오(Project Scorpio)라는 코드명으로 E3 2016에서 처음 선보인 엑스박스 원 X은 2017년 11월 7일 1TB 모델(US$499), 그리고 다크 그라디언트 피니시에 콘솔 본체와 번들 컨트롤러에 녹색의 "프로젝트 스콜피오"가 새겨진 선주문 한정판 프로젝트 스콜피오 에디션(Project Scorpio Edition)이 출시되었다.

## 같이 보기
- 엑스박스 360
- 엑스박스 원 게임 목록

다른 회사 게임기
- Wii U
- 플레이스테이션 4

## 참고 문헌
- “マイクロソフト、究極のオールインワン ホーム エンターテイメント システム 「Xbox One」 を発表”. 마이크로소프트. 2013년 5월 22일. 2013년 6월 19일에 원본 문서에서 보존된 문서. 2013년 5월 27일에 확인함.